# Balghelam
L'illa de Balghelam és una illa de l'emirat d'Abu Dhabi (Emirats Àrabs Units) a la costa de l'emirat, al nord-est d'Abu Dhabi (ciutat). És una illa arenosa amb poc metres d'altura màxima. Està deshabitada i la seva superfície és de 5 km². Mesura 5 km de llarg per 1 d'ample. Tota la costa està plena de manglars i bancs d'arena a la part sud.
Hi viuen 300 gaseles de muntanya i d'arena (Gazella gazella i Gazella subgutturosa) i s'hi refugien a l'hivern milers d'ocells.
Fou ocupada per pescadors des de fa uns 4000 anys; les restes més antigues corresponen a poteria de Bahrein del 2000 aC. La major part de les restes corresponen al període islàmic tardà (a partir del segle xvi) però hi ha indicis d'ocupació en el primer mil·lenni. S'han trobat pedreres, algunes tombes musulmanes, restes marins a la costa d'haver menjat animals (crustacis i mamífers marins) i restes de ceràmica de tipus iranià i local; les restes més abundants són les ostres perleres (Pinctada radiata) i el caragol hexaplex kuesterianus, i alguns ossos i restes de tortugues. L'illa disposava d'un sofisticat sistema de deus i fonts i dipòsits d'aigua que atrapaven la pluja a l'hivern i permetien utilitzar l'illa com a base quasi tot l'any; s'han identificat onze deus que es van usar del segle xvi al XX, però des van abandonar als anys seixanta, tot i que encara rutllen perfectament.